# Eriochloa punctata
Eriochloa punctata là một loài thực vật có hoa trong họ Hòa thảo. Loài này được (L.) Ham. mô tả khoa học đầu tiên năm 1825.